# Кондика
Ко̀ндика е дневник, в който се записват по-важните факти от живота в дадена църква, манастир, училище, община, еснафски сдружения и др. Терминът е остарял и не се използва за съвременните дневници, но се използва за исторически документи, които се самоназовават кондики. Подобни документи са важен източник на исторически данни.

## Архиви
Някои от основните архиви съхраняващи кондики са:
- Български исторически архив: повече от 300 кондики, някои от които дигитализирани[3]
- Държавна агенция „Архиви“: множество кондики, някои от които дигитализирани[4]

## По-важни кондики
| Име на кондиката                                                     | Период      | Място на съхранение | Дигитално копие |
| -------------------------------------------------------------------- | ----------- | ------------------- | --------------- |
| Охридска кондика                                                     | 1667 – ?    |                     | Не              |
| Зографска кондика                                                    | 1734 – 18?? | ДАА                 | Не              |
| Кондика на църквата „Св. Неделя“ в София                             | 1820 – 1868 | ДАА                 | Препратка       |
| Кондика на Софийската църковна община                                | 1820        | ДАА                 | Препратка       |
| Кондика на храм „Св. Параскева“ („Св. Петка Самарджийска“) в София   | 1825 – 1880 | ДАА                 | Препратка       |
| Кондика на източноправославната община в гр. Ески Джумая (Търговище) | 1818 – 1882 | БИА                 | Препратка       |
| Кондика на българската община в гр. Самоков                          | 1875 – 1877 | БИА                 | Препратка       |
| Кондика на шивашкия и абаджийския еснаф в гр. Добрич                 | 1857 – 1878 | БИА                 | Препратка       |